# Bridport Railway
| Streckenlänge: | 14,9 km                   |                        |                        |
| Spurweite: | 2140 mm, ab 1907: 1435 mm |                        |                        |
| |                           |                        |                        |
| \| \| \| Heart of Wessex Line \| \| \| \| Maiden Newton \| \| \| \| Heart of Wessex Line \| \| \| \| Toller Procourum \| \| \| \| Powerstock \| \| \| \| Bridport \| \| \| \| West Bay Extension \| \| \| \| East Street (Bridport) \| \| \| \| West Bay \| |                           |                        |                        |
| Strecke |                           | Heart of Wessex Line   | Heart of Wessex Line   |
| Haltepunkt / Haltestelle |                           | Maiden Newton          | Maiden Newton          |
| Abzweig ehemals geradeaus und nach rechts |                           | Heart of Wessex Line   | Heart of Wessex Line   |
| Haltepunkt / Haltestelle (Strecke außer Betrieb) |                           | Toller Procourum       | Toller Procourum       |
| Haltepunkt / Haltestelle (Strecke außer Betrieb) |                           | Powerstock             | Powerstock             |
| Haltepunkt / Haltestelle (Strecke außer Betrieb) |                           | Bridport               | Bridport               |
| Bahnübergang (Strecke außer Betrieb) |                           | West Bay Extension     | West Bay Extension     |
| Haltepunkt / Haltestelle (Strecke außer Betrieb) |                           | East Street (Bridport) | East Street (Bridport) |
| Haltepunkt / Haltestelle Streckenende (Strecke außer Betrieb) |                           | West Bay               | West Bay               |

Die Bridport Railway war eine Eisenbahngesellschaft in Dorset in England.
Die Gesellschaft wurde am 5. Mai 1855 gegründet, um eine Bahnstrecke von Maiden Newton an der Bahnstrecke der Wiltshire, Somerset and Weymouth Railway (heute die Heart of Wessex Line) nach Bridport zu errichten. Die 14,9 Kilometer lange Strecke wurde am 12. November 1857 eröffnet. Ab dem 1. Juli 1858 pachtete die Great Western Railway (GWR) die Strecke für 21 Jahre. Am 21. April 1873 wurde die Strecke von 2,14 Meter-Breitspur auf Normalspur umgebaut. Der Pachtvertrag mit der GWR wurde zum 1. Juli 1882 verlängert. Um den Tourismus in der Region anzukurbeln, verlängerte die GWR die Strecke 1884 bis in den Hafen von Bridport und benannte die Endstation von Bridport Harbour in West Bay um. 
Die Bridport Railway wurde mit Wirkung vom 23. Juli 1901 durch die Great Western Railway übernommen. Die Hoffnung auf den touristischen Aufschwung wurde nicht erfüllt, während des Ersten Weltkrieges wurde der Personenverkehr zeitweilig eingestellt. Der Personenverkehr auf der Teilstrecke nach West Bay wurde am 22. September 1930 eingestellt und der noch verbleibende Güterverkehr 1962 aufgegeben. Der Güterverkehr auf dem Rest der Strecke wurde 1965 eingestellt. Es verblieb bis 1975 Personenverkehr bis in den Ort Bridport selbst, der der Beeching-Axt zum Opfer fiel. Dieser Personenverkehr wurde mit Dieseltriebwagenzügen hauptsächlich aus der Baureihe BR-Klasse 122 durchgeführt.